# Rondo
Rondo (輪舞曲) é uma série de televisão japonesa, emitido entre 15 de janeiro de 2006 e 26 de março de 2006 pela TBS, sendo exibida todos os domingos. Cada 30 segundos de comerciais neste JDrama, custaram cerca de 233000 dólares. O segundo maior, só perdendo para Saiyuuki ($269000) na Temporada de Inverno.

## Sinopse
Sho Nishijima é um detetive japonês que teve seu pai assassinado na Coreia do Sul quando ele era criança. Na esperança de descobrir o assassino de seu pai, Sho se infiltra como espião na organização secreta. Yoon Ha Choi é uma mulher Sul-Coreana que se muda para o Japão com sua irmã para procurar seu pai desaparecido. Junto com sua irmã, ela abre um restaurante coreano em Tóquio. O Destino, fará Sho e Yoon Ha se encontrarem em Tóquio e se apaixonarem.

## Elenco
- Yutaka Takenouchi - Sho Nishijima / Takumi Kanayama
- Ji Woo Choi - Yoon Ha Choi
- Yoshino Kimura - Akira Ichinose
- Ryo Ishibashi - Yoshihiko Isaki
- Ryuta Sato - Hide
- Mokomichi Hayami - Ryugo Kazama
- Yui Ichikawa - Kotomi Kazama
- Isao Hashizume- Gyu Hwan Song
- Naoki Sugiura - Ryuichiro Kazama
- Sansei Shiomi - Teppei Matsudaira
- Jun Fubuki - Keiko Kanayama
- Rei Okamoto - Fujiko Matsudaira
- Hyun Joon Shin - Young Jae Kim
- Jung Hyun Lee - Yoon Hee Choi
- Chisato Morishita - Kumi Shiratori
- Eiji Wentz - Masato Toda
- Becky - Moyuka
- Shinsho Nakamaru - Enokida
- Terunosuke Takezai - Masashi Natsume
- Mitsuru Fukikoshi - Masayoshi Kanayama (ep1)
- Mitsuru Hirata - Hajime Kobayashi (ep3)
- Satoshi Tomiura - Ryota Kobayashi (ep3)
- Hiroko Sato - Maiko (ep9-10)
- Eri Tachikawa
- Bokuzo Masana

## Ligações Externas
- (em inglês) Rondo IMBD